# 卡奇-威爾遜鎮區 (阿肯色州克萊縣)
卡奇-威爾遜鎮區（英語：Cache-Wilson Township）是位於美國阿肯色州克萊縣的一個行政鎮區。

## 地方資料
卡奇-威爾遜鎮區的面積為162.00平方千米，當中陸地面積為160.94平方千米，而水域面積為1.06平方千米。根據2010年美國人口普查的數據，當地共有人口477人，而人口密度為每平方千米2.94人。